# Britannia (Zeitschrift)
Britannia ist eine historische Fachzeitschrift, die von der englischen Society for the Promotion of Roman Studies seit 1970 herausgegeben wird. Die Society betreut daneben auch The Journal of Roman Studies.
Die in der Zeitschrift Britannia erscheinenden Aufsätze und Rezensionen beschäftigen sich ganz überwiegend mit der Geschichte und Archäologie des römischen Britannien. Britannia hat sich im Laufe der Zeit zur wichtigsten diesbezüglichen Publikation entwickelt. Die Zeitschrift erscheint jährlich im November, derzeitiger Herausgeber ist Will Bowden (Stand: 2024).